# Hyposoter pectinatus
Hyposoter pectinatus är en stekelart som först beskrevs av Thomson 1887.  Hyposoter pectinatus ingår i släktet Hyposoter och familjen brokparasitsteklar. Arten är reproducerande i Sverige. Inga underarter finns listade i Catalogue of Life.